# Bággejávrátj
Bággejávrátj (äldre stavning Paggejauratj) är en sjö i Arjeplogs kommun i Lappland och ingår i Piteälvens huvudavrinningsområde. Sjön har en area på 0,0291 kvadratkilometer och ligger 849,8 meter över havet. Sjön avvattnas av vattendraget Tjatsvaggejåkkå.

## Delavrinningsområde
Bággejávrátj ingår i det delavrinningsområde (738809-159500) som SMHI kallar för Inloppet i Munkajaure. Medelhöjden är 695 meter över havet och ytan är 55,85 kvadratkilometer. Det finns inga avrinningsområden uppströms utan avrinningsområdet är högsta punkten. Tjatsvaggejåkkå som avvattnar avrinningsområdet har biflödesordning 2, vilket innebär att vattnet flödar genom totalt 2 vattendrag innan det når havet efter 267 kilometer. Avrinningsområdet består mestadels av skog (53 procent), sankmarker (11 procent) och kalfjäll (34 procent). Avrinningsområdet har 1,04 kvadratkilometer vattenytor vilket ger det en sjöprocent på 1,9 procent.